# Viktoria Allenstein
Der SV Viktoria Allenstein war ein deutscher Sportverein aus der ostpreußischen Stadt Allenstein (heute Olsztyn). Die Fußballabteilung spielte fünf Spielzeiten in der erstklassigen Gauliga Ostpreußen.

## Geschichte
Nach der Gründung des Vereins 1916 spielte Viktoria Allenstein im Ligensystem des Baltischen Rasen- und Wintersport-Verbandes (BRWV). 1920/21 konnte der Verein erstmals die Bezirksliga Südostpreußen gewinnen und qualifizierte sich somit für die ostpreußische Endrunde. Dort scheiterte der Verein bereits in der Ausscheidungsrunde an der SV Masovia Lyck mit 1:2. Nachdem in den kommenden Spielzeiten der VfB Osterode die Bezirksliga dominierte, konnte 1923/24 vor den Lokalrivalen SV Allenstein und SV Hindenburg Allenstein zum zweiten Mal die Bezirksliga gewonnen werden. In der ostpreußischen Endrunde erreichte der Verein nach einem 4:1-Sieg im Entscheidungsspiel über den SV Sensburg 1929 das Finale, musste sich in diesem jedoch dem Seriensieger VfB Königsberg mit 2:5 geschlagen geben. Auch 1924/25 erreichte Allenstein als Bezirksmeister Südostpreußens das Finale der ostpreußischen Fußballendrunde, wieder war der VfB Königsberg jedoch stärker, Allenstein verlor mit 2:4. Ein ähnliches Bild zeigte sich in der Spielzeit 1925/26, im Rundenturnier der ostpreußischen Endrunde verlor Viktoria Allenstein nur das Spiel gegen Königsberg, so dass am Ende erneut der Vizemeistertitel Ostpreußens errungen wurde. Neu in dieser Spielzeit war jedoch, dass erstmals auch der Vizemeister Ostpreußens für die baltische Fußballendrunde teilnehmen durfte. In dieser erreichte Viktoria Allenstein den vierten Platz von sechs Teilnehmern. Durch die erfolge auf Bezirksebene qualifizierte sich Allenstein für die ab der Spielzeit 1926/27 neu eingeführte oberste Ostpreußenliga. Während der vier Jahre des Bestehens dieser Liga erreichte der Verein überwiegend Mittelfeldplatzierungen, konnte sich aber nicht gegen die spielstarken Königsberger Vereine um den ostpreußischen Meistertitel durchsetzen. 1930/31 gab es erneut eine Umstrukturierung des Ligabetriebs, aus der Ostpreußenliga entstanden drei gleichrangige Ligen. Viktoria Allenstein spielte fortan in der Abteilungsliga III Süd, welche 1931 gewonnen werden konnte. In der anschließenden ostpreußischen Endrunde wurde Allenstein sieglos Letzter.
Mit Machtübernahme der Nationalsozialisten 1933 wurden die Fußballverbände aufgelöst und durch Sportgaue ersetzt. Die vier besten Vereine aus der Abteilungsliga III Süd für die eigentlich vorgesehene Spielzeit 1933/34 qualifizierten sich für die erstklassige Gauliga Ostpreußens. Durch den dritten Tabellenplatz erreichte
Viktoria Allenstein die Qualifikation zur Gauliga Ostpreußen 1933/34. In der Gauliga kam Allenstein nicht über das Mittelmaß hinaus. In der Spielzeit 1934/35 profitierte der Verein von der Aufstockung der Liga von zwei auf vier Staffeln (aufgeteilt nach den Bezirken Ostpreußens), andernfalls wäre er in die zweitklassige Bezirksklasse abgestiegen. Ab der Saison 1935/36 spielte Viktoria Allenstein im Bezirk Allenstein innerhalb der Gauliga Ostpreußen, wo aber der SV Hindenburg Allenstein und SV Masovia Lyck das Spielgeschehen dominierten. Infolgedessen war der dritte Platz in der Saison 1935/36 das beste Endergebnis. Nachdem die Gauliga nach der Spielzeit 1937/38 von 28 auf zehn Mannschaften verkleinert wurde, reichte dem SV Allenstein der vierte Tabellenplatz im Bezirk Allenstein nicht, so dass der Verein in die Zweitklassigkeit abstieg. Zur Spielzeit 1939/40 bildete der Verein mit dem SV Allenstein eine Kriegsspielgemeinschaft und spielte nochmals ein Jahr in der Erstklassigkeit. Als letzter Höhepunkt der Vereinsgeschichte ist die Teilnahme an den Gauliga-Aufstiegsspielen 1940 zu sehen; jedoch ging das Aufstiegsspiel gegen Preußen Mlawa mit 0:7 verloren.
Nach dem Zweiten Weltkrieg wurde das einstmals deutsche Allenstein unter polnische Verwaltung gestellt. Der SV Viktoria Allenstein wurde, wie alle übrigen deutschen Vereine und Einrichtungen, zwangsaufgelöst.

## Erfolge
- Teilnahme an der Gauliga Ostpreußen: 1933/34, 1934/35, 1935/36, 1936/37, 1937/38, 1939/40 (als Kriegsspielgemeinschaft)
- Teilnahme an der baltischen Fußballendrunde: 1925/26